# Sapé (gemeente)
Sapé is een gemeente in de Braziliaanse deelstaat Paraíba. De gemeente telt 52.697 inwoners (schatting 2017).
De gemeente grenst aan Cuité de Mamanguape, Capim, Santa Rita, Cruz do Espírito Santo, Sobrado, Riachão do Poço en Mari.

## Geboren
- Augusto dos Anjos (1884-1914), dichter en schrijver